# Reserva natural Caverna de las Brujas
La reserva natural Caverna de las Brujas es un área natural protegida de la provincia de Mendoza en Argentina.

## Historia
La reserva fue establecida en el departamento Malargüe mediante la ley provincial n.º 5544 sancionada el 26 de julio de 1990 como área natural protegida. Se trata de un área de unas 128 ha, que incluye una extensa caverna de rocas calizas desarrollada en varias galerías. La filtración del agua a lo largo de millones de años produjo la formación de espeleotemas de gran interés geológico.
El 26 de agosto de 1993 fue sancionada la ley n.º 6045 que creó el Régimen de áreas naturales provinciales y ambientes silvestres y sus categorizaciones, especificando en el artículo 78 las 7 áreas naturales preexistentes a las que debía aplicarse, sin mencionar la reserva natural Caverna de las Brujas ya que no se implementó como área natural efectiva hasta fines de 1996. El plan de manejo de la Caverna de las Brujas se realizó durante los años 1998-1999 y estableció una zona interna (medio hipogeo) como zona restringida para uso turístico y educativo regulado, y una zona externa restringida a los turistas. Aunque frecuentemente la Caverna de las Brujas es considerada un monumento natural, no ha sido declarada aún su categorización, pero el plan de manejo la trata como tal.

## Ubicación
Está ubicada aproximadamente en la posición los S 35°48′2,3″ y W 69°49′13,7″ a unos 1800 m s. n. m. en la cordillera principal de los Andes al extremo suroeste de la provincia de Mendoza, a 71 km de la ciudad de Malargüe. Se encuentra a unos 500 km de la ciudad de Mendoza. Se accede a través de la RN 40, culminando con un camino de acceso al lugar de 8 km desde la ruta. La localidad más cercana es el poblado de Bardas Blancas.

## Proceso de formación
La caverna se encuentra sobre una formación jurásica de rocas calcáreas de origen marino. En los alrededores de la entrada se encuentran estratos expuestos con evidencia fósil de moluscos gasterópodos, especies dominantes en el jurásico y en cretácico.
Las formas de las diversas galerías de la caverna se formaron por la acción del agua sobre rocas calcáreas, que ha erosionado profundas galerías subterráneas y creado, mediante el depósito de los materiales salinos en estado de disolución, diversas formas muy singulares de estalactitas, estalagmitas, velos, columnas, formaciones coralinas, etc. Algunos de los sitios que el turista visita son la Sala de la Virgen, La Gatera, La Sala de la Estalagmita Gigante y Sala de los Encuentros. En el interior de la cavidad existen otra gran cantidad de lugares de singular belleza como es la Sala de la Madre, la Sala de las Flores, la Cámara de los Dioses, la Sala de las Arenas, el Jardín de las Brujas, etc.

## Flora y fauna
El entorno superficial del área protegida presenta la flora típica del ambiente altoandino, parcialmente impactada por el uso de los pobladores locales. Entre las especies identificadas se encuentran ejemplares de chacay (Chacaya trinervis), colihuai (Colliguaja integerrima), cuerno de cabra (Adesmia obovata), jarilla (Larrea nitida), melosa (Grindelia chiloensis), molle blanco (Schinus odonelli), montenegro (Bougainvillea spinosa), pañil (Buddleia globosa), patagüilla (Anarthrophyllum rigidum), pichana (Pseudobaccharis spartioides), tomillo (Troncosoa seriphioides) y yerba negra (Mulinum spinosum), entre otros
La avifauna es significativa. Se ha registrado la presencia de ejemplares gaucho serrano (Agriornis montanus), caminera colorada (Geositta rufipennis), bandurrita pico recto (Ochetorhynchus ruficaudus), golondrina barranquera (Pygochelidon cyanoleuca), zorzal chiguanco (Turdus chiguanco), chingolo (Zonotrichia capensis), comesebo andino (Phrygilus gayi) y yal negro (Phrygilus fruticeti).
En el interior de la caverna hay una fauna muy particular, adaptada a vivir sin radiación solar. Un estudio realizado por la Federación Argentina de Espeleología señala que la fauna subterránea incluye arañas, de las familias Amaurobiidae, Pholcidae y Theraphosidae; opiliones de la familia Gonyleptidae; artrópodos del orden Collembola y dípteros de la familia Sarcophagidae, entre otros aún no clasificados.

## Valores culturales
Se han hallado vestigios que sugieren que la caverna fue utilizada por pueblos aborígenes como refugio o como espacio sagrado. La propia denominación «Caverna de las Brujas» deriva de historias o leyendas respecto de prácticas mágicas, de las formas extrañas de las sombras proyectadas sobre los muros de las galerías por los participantes de las ceremonias reunidos frente al fuego, o bien de la supuesta existencia de dos mujeres blancas cautivas que se habían transformado en aves como producto de rituales de hechicería.

Parte de esa concepción de espacio vinculado a lo sobrenatural continúa presente en los pobladores rurales de la región. Se ha comprobado que muchos de ellos se niegan a participar de las actividades de exploración, producto de esa percepción.

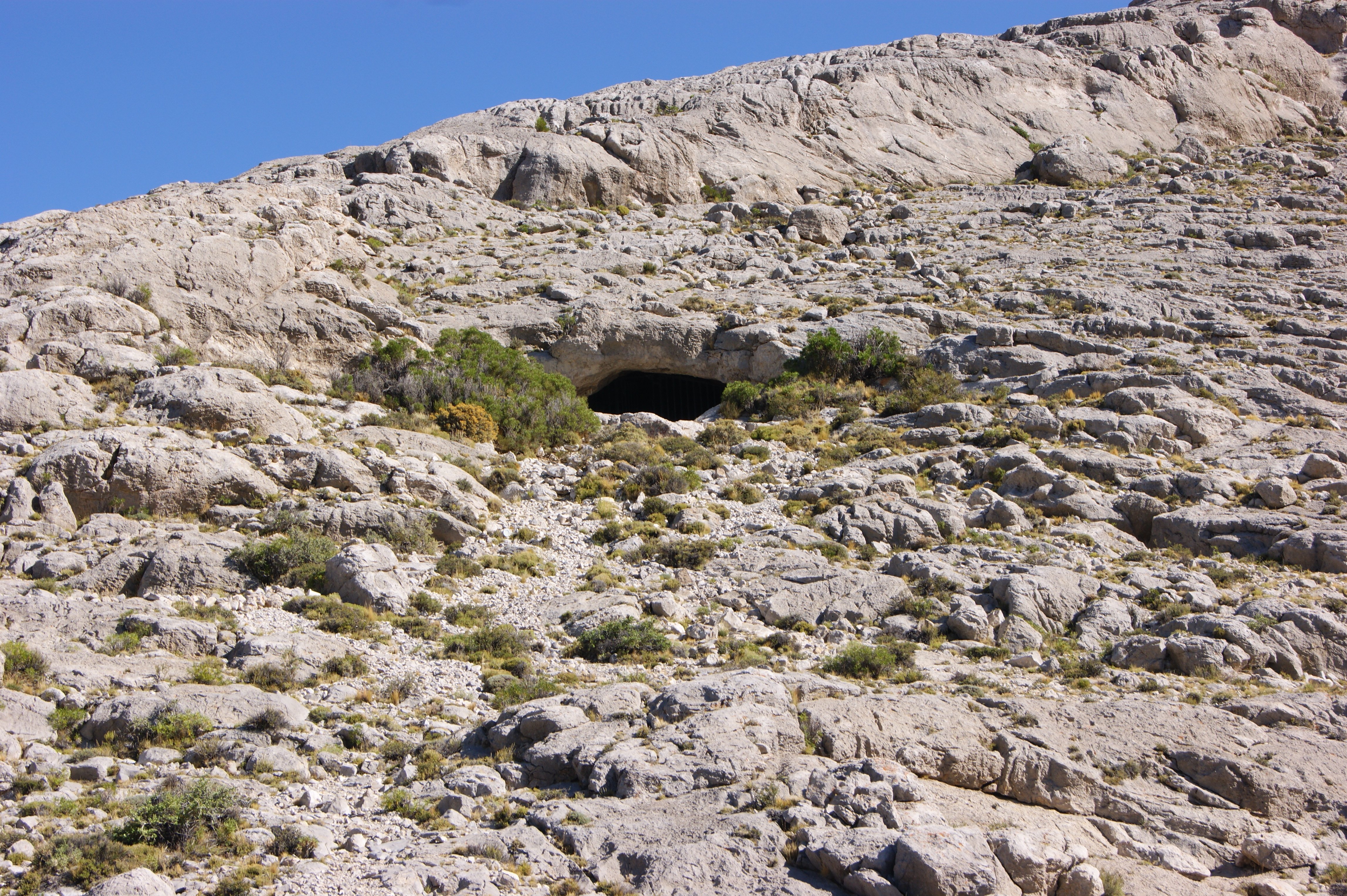
Entrada a la Caverna de las Brujas
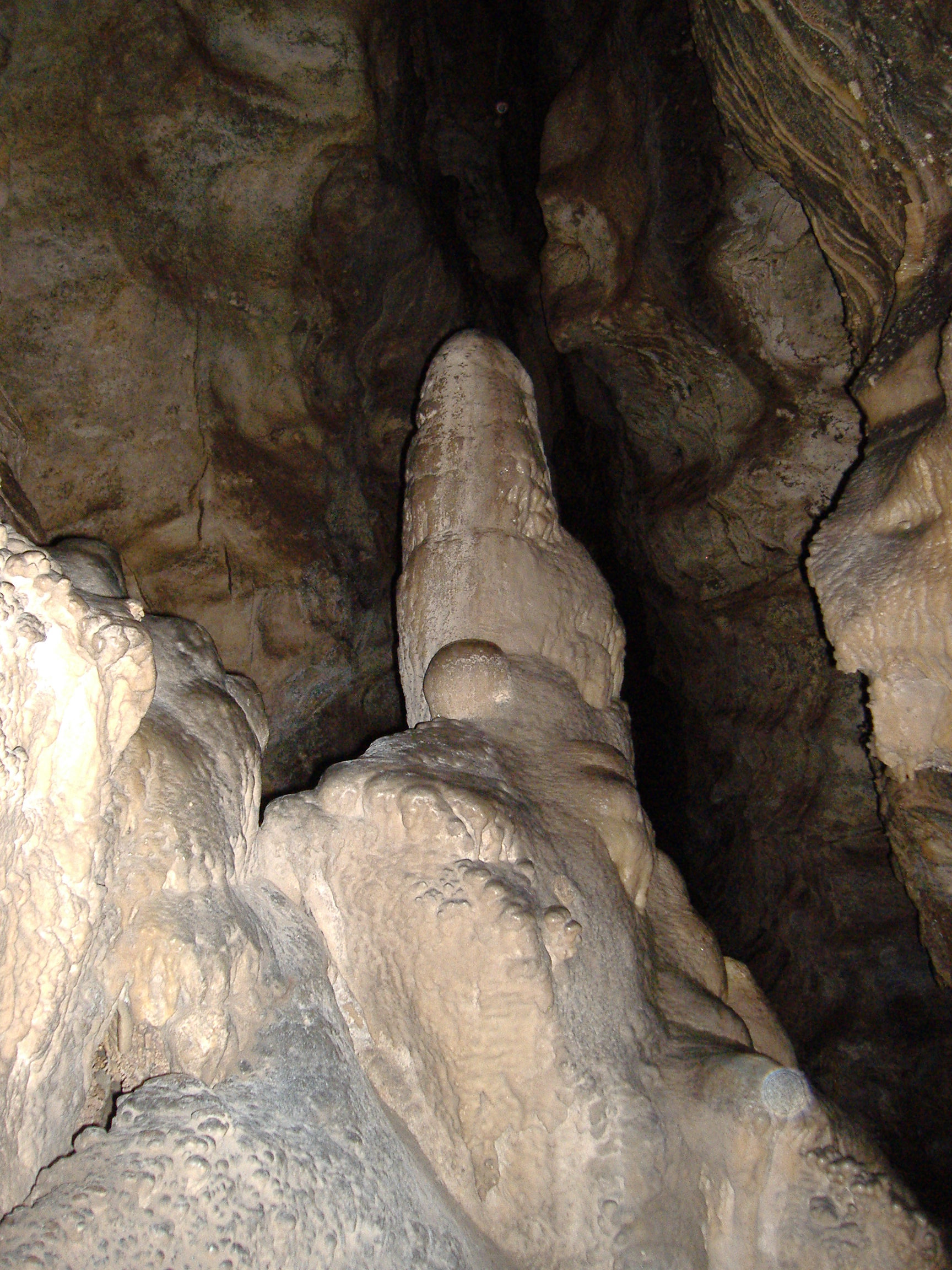
Una gran estalagmita en el ingreso de la Caverna de las Brujas.
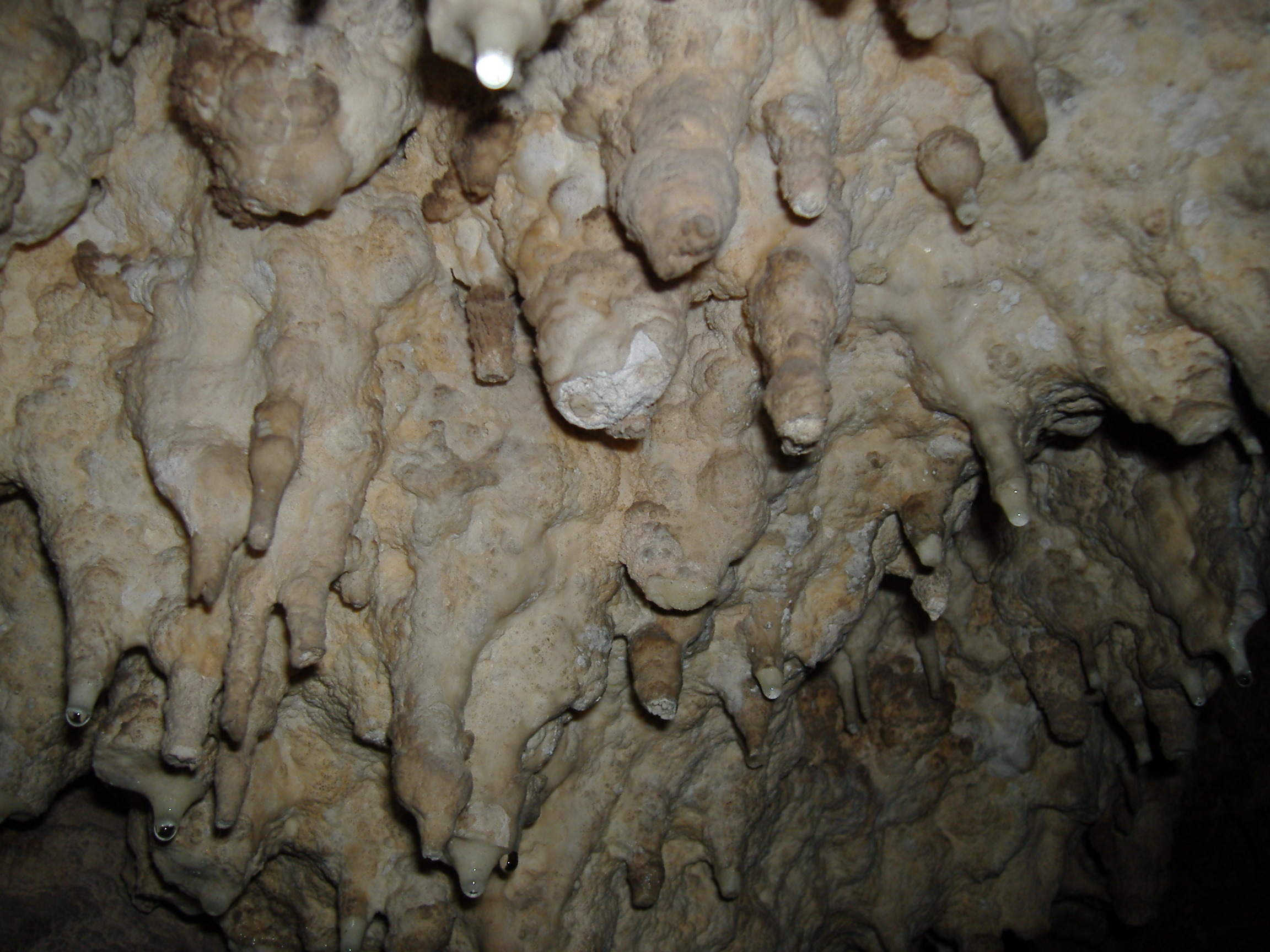
Estalactitas dañadas por los visitantes.
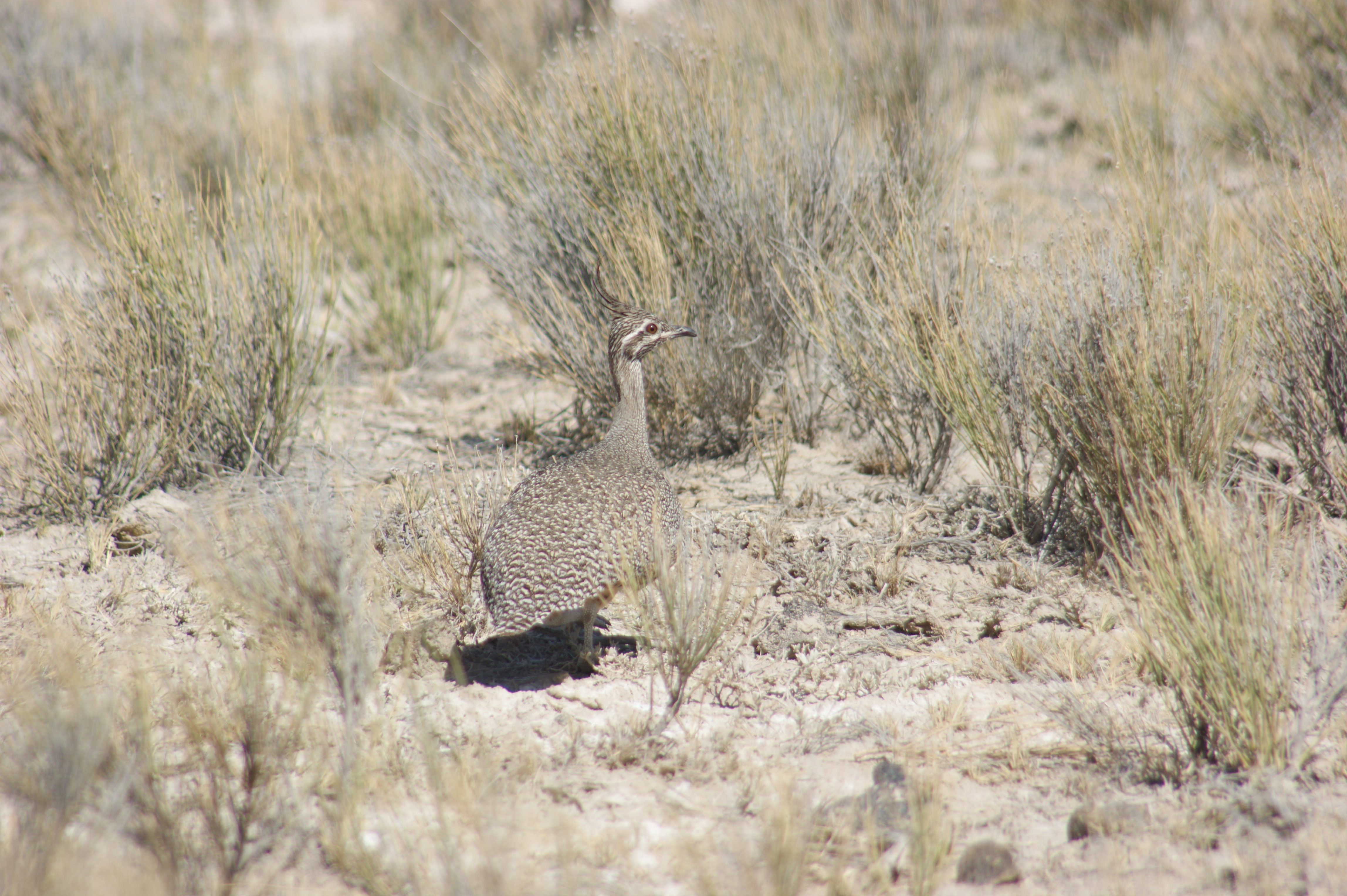
Fauna silvestre en cercanías de la Caverna de Las Brujas